# Erich Heller
Erich Heller (27. března 1911 Chomutov – 5. listopadu 1990 Evanston, Illinois) byl právník, vysokoškolský učitel,  esejista, narozený v Čechách, známý především svými literárními studiemi o německé filozofii a literatuře 19. a 20. století. Zvláště známé se staly jeho interpretace děl Goetha, Friedricha Nietzscheho, Franze Kafky, Rainera Maria Rilkeho a Thomase Manna.

## Život
Erich Heller – syn židovského lékaře – vystudoval práva, doktorát získal 11. února 1935 na Právnické fakultě Německé univerzity v Praze. V roce 1939 emigroval do Anglie, jeho matka byla zavražděna v terezínském ghettu. Svou akademickou kariéru zahájil v Cambridge a Swansea jako germanista. V roce 1947 Heller přijal britské občanství. Od roku 1960 žil ve Spojených státech amerických, kde působil na Severozápadní univerzitě v Evanstonu (Illinois), nejprve jako profesor němčiny a později jako profesor humanitních věd, a to až do odchodu do důchodu (1979). Od roku 1964 byl členem Německé akademie pro jazyk a poezii a v roce 1971 byl zvolen do Americké akademie umění a věd. Zůstal po celý život svobodný.

## Dílo
- Karl Kraus und die schwarze Magie der Sprache. In: Der Monat, Nr. 64, H. 6, 1954.
- Studien zur modernen Literatur. Suhrkamp, Frankfurt am Main 1963.
- Essays über Goethe. Insel, Frankfurt am Main 1970.
- Hannah Arendt und die Literatur. Der Fall Bert Brecht. In: Merkur. Zeitschrift für europäisches Denken, Schwerpunktheft In Memoriam Hannah Arendt, Nr. 341, H. 10, Okt. 1976, 30. Jg. ISBN 3-12973701-4, S. 996–1000. (übriger Schwerpunkt: S. 921–960, mit Beiträgen von Hans Jonas, Dolf Sternberger und Jürgen Habermas)
- Die Wiederkehr der Unschuld und andere Essays. Suhrkamp, Frankfurt am Main 1977.